# Джозеф Салерно
Джозеф Т. Салерно, (англ. Joseph Salerno, 1950) — американський економіст австрійської школи. Сфера його наукових досліджень охоплює такі проблеми, як теорії грошей, банківської справи, порівняльних економічних системах, макроекономічного аналізу та історії економічної думки.

## Життєпис
У дитинстві Салерно відбувся інцидент, який вплинув на його погляди. Батьки, що які іммігрували до США з Італії, були прихильниками так званого «Нового курсу». Коли ж до них приїхав родич, який оголосив себе членом комуністичної партії, то Д. Салерно побачив велику зневагу з їх сторони до людини, що мала інші погляди. Після цього Салерно став прихильником кандидата в президенти Баррі Голдвотера. Вивчати економіку юнак вирішив після прочитаних книжок Баррі Голдвотера «Совість консерватора», та  Айни Ренд «Гімн» і «Атлант розправив плечі». У 1968 році Д. Салерно почав навчатися в аспірантурі Бостонського коледжу. Після того, як він прочитав книги Мюррея Ротбарда, Джозеф Салерно став прихильником ідей лібертаріанства та анархо-капіталізму. У 1972 оці він закінчив Бостонський коледж, а пізніше отримав ступінь магістра в Ратґнерському університеті в 1976 р. У 1980 р. отримав ступінь доктора.

## Кар'єра
Джозеф Салерно є редактором щоквартального журналу австрійської економіки, а також він опублікував понад 50 наукових статей і книг. Професор є визнаним експертом з питань монетарної теорії та політики, міжнародної грошової реформи та австрійської економіки. Він виступав перед Конгресом Сполучених Штатів щодо питань інфляції та часткового резервного банкінгу. Д. Салерно — професор економіки на кафедрах фінансів та вищої економіки Люблінської школи бізнесу Університету Пейс (англ. Pace University). Він же — віце-президент Інституту Людвіга фон Мізеса, де обіймав перед тим посаду на кафедрі Петерсон-Людді[прояснити] з економіки Австрії. У 1974 році він був одним з небагатьох економістів австрійської школи, який брав участь у «Конференції South Royalton». Доктор Салерно є науковим співробітником відділу економіки Нью-Йоркського університету та експертом з питань політики Фонду «Спадщина» у Вашингтоні. Він читає лекції у США та в усьому світі і понад півсотні його лекцій доступні в Інтернеті. Також він має численні опціони на вебсайтах: mises.org, forbes.com, Christian Science Monitor.com, Wall Street Oasis.com та Journal.com з економічної політики. Він часто з'являється в ефірних та онлайн-радіопрограмах, веде активне публічне наукове життя. Теорії Джозефа Салерно були викладені Ізраелем Кірцнером в його дослідженні австрійської економічної думки щодо проблем підприємництва.

## Ізраель Кірцнер про Джозефа Салерно
Ізраїль Кірцнер вважає Джозефа Салерно авторитетним представником австрійської економічної школи. Захищаючи свою теорію підприємництва, Кірцнер неодноразово згадує критику Джозефа Салерно. Ось його оцінка роботи професора Салерно: 
|  | Його позиція є відносно новою, та ще не породила тривалих дискусій в австрійському таборі, проте вона вже викликала велику увагу і, здається, може призвести до бурхливих дискусій |

Кірцнер стверджує, що підприємець Салерно координує ринок не шляхом здобуття знань, а скоріше завдяки здатності консультувати ринкові ціни. Більше того, за словами Салерно «екзогенні зміни постійно порушують будь-яку тенденцію до рівноваги».

## Відео
- The Birth of the Austrian School Joseph T. Salerno [Архівовано 14 серпня 2020 у Wayback Machine.]
- Calculation and Socialism Joseph T. Salerno [Архівовано 2 жовтня 2020 у Wayback Machine.]
- Deflation: Myth and Reality Joseph T. Salerno [Архівовано 14 січня 2020 у Wayback Machine.]
- Gold Standards: True and False Joseph T. Salerno [Архівовано 10 грудня 2020 у Wayback Machine.]
- Mises on Nationalism and Immigration A Conversation with Joe Salerno [Архівовано 8 грудня 2020 у Wayback Machine.]